# Armenska nacionalna knjižnica
Armenska nacionalna knjižnica (arm. Հայաստանի Ազգային Գրադարան) je nacionalna knjižnica Armenije koja se nalazi u glavnom gradu Erevanu. Danas predstavlja glavni informacijski i kulturni centar zemlje.
Knjižnica je osnovana 1832. godine kao dio državne gimnazije a njezinu zgradu je dizajnirao domaći neoklasični arhitekt Aleksandar Tamanian. U njoj se nalazi najveća zbirka armenskih tiskanih materijala a uključuje i Urbatagirk (najstariju printanu knjigu na armenskom jeziku), Azdarar (najstarije izdane novine na armenskom jeziku) te prvu mapu, printanu u Amsterdamu pred kraj 17. stoljeća. Knjižni fond iznosi 6,6 milijuna knjiga. 
Prvi ravnatelj knjižnice bio je Stepan Kanayan koji je uložio napore u prikupljanje i kupovinu knjižnog materijala u Tbilisiju, Ahalciheu, Bakuu i Karsu. U razdoblju od 1925. do 1990. knjižnica je nosila ime po armenskom boljševičkom revolucionaru Aleksandru Miasnikianu.

## Vanjske poveznice
- Službena web stranica Armenske nacionalne knjižnice  Arhivirana inačica izvorne stranice od 13. travnja 2017. (Wayback Machine)